# KS Albpetrol Patos
Maillots
Le Klubi Sportiv Albpetrol Patos est un club de football albanais basé à Patos.

## Historique
- 1947 : fondation du club
- 1974 - 1re participation en Super League
- 1993 : 1re participation à une Coupe d'Europe (C2, saison 1993/94)

## Bilan européen
Note : dans les résultats ci-dessous, le score du club est toujours donné en premier.
| Saison    | Compétition      | Tour              | Club       | Domicile | Extérieur | Total |
| --------- | ---------------- | ----------------- | ---------- | -------- | --------- | ----- |
| 1993-1994 | Coupe des coupes | Tour préliminaire | FC Balzers | 0 - 0    | 1 - 3     | 1 - 3 |

Légende
- Victoire ou qualification pour le tour suivant
- Match nul
- Défaite ou élimination de la compétition